# Weichering
Weichering este o comună din landul Bavaria, Germania.

## Date geografice și demografice
Comuna a fost înființată în 1978 și este compusă din două sate: Weichering și Lichtenau (până atunci comună proprie). Se află la sud de Dunăre, pe drumul național B16, între Ingolstadt și Neuburg an der Donau. Localitatea Weichering este traversată de râul Sandrach.

## Date istorice și heraldică
1. ↑  Alle politisch selbständigen Gemeinden mit ausgewählten Merkmalen am 31.12.2018 (4. Quartal) (în germană), Statistisches Bundesamt[*], arhivat din original la 10 martie 2019, accesat în 10 martie 2019